# Defensa de Paysandú

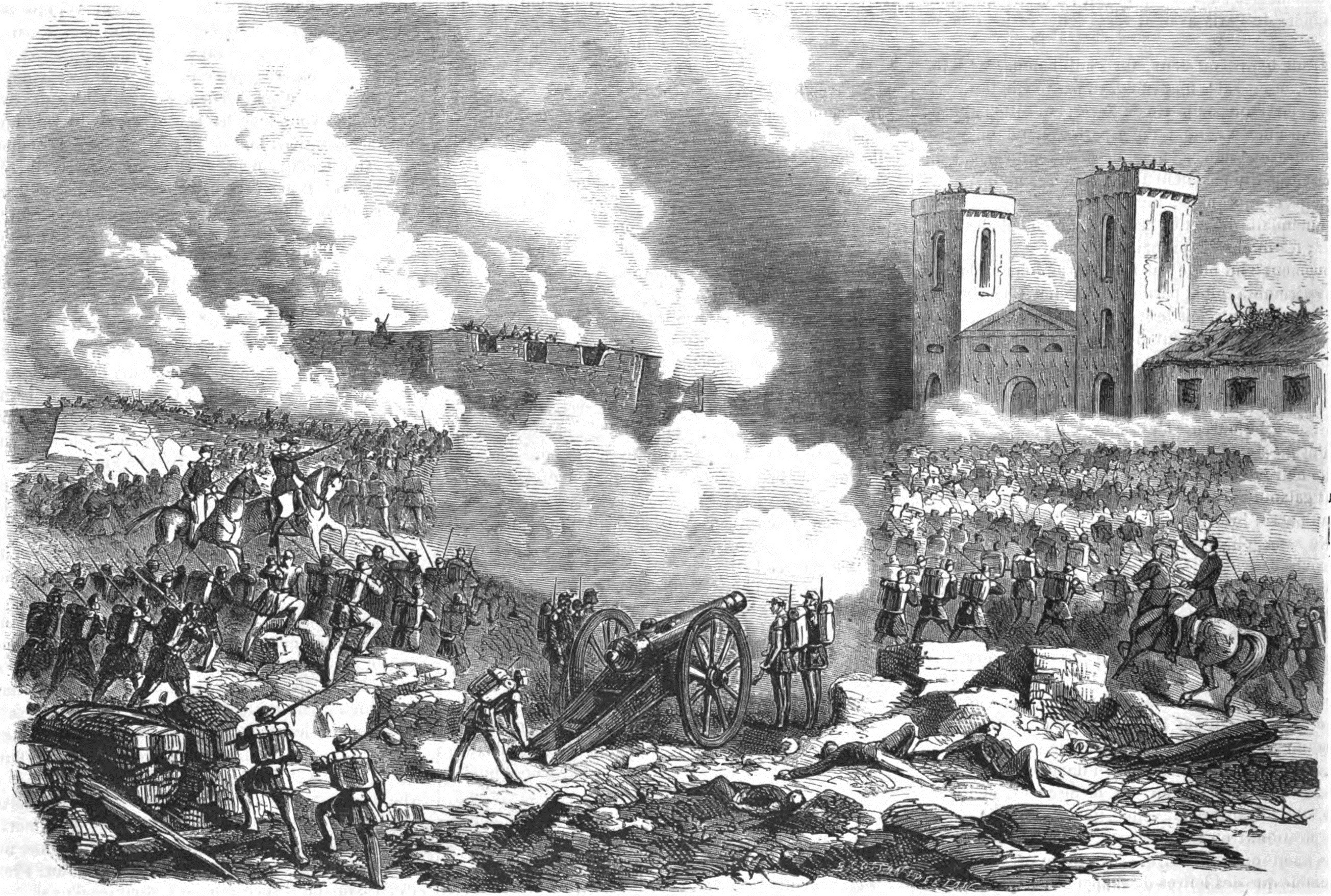
Sitio de Paysandú (L'Illustration, Vol. XLV, n.º 1.151, 1865).

La defensa de Paysandú (Ciudad de Paysandú, República Oriental del Uruguay), a cargo del coronel uruguayo Leandro Gómez, frente al sitio impuesto por las tropas del general uruguayo Venancio Flores (con apoyo de Bartolomé Mitre) y soldados aliados del Imperio de Brasil, ocurrió entre comienzos de diciembre de 1864 y el 2 de enero de 1865.

## «La Heroica Paysandú»
Esta villa uruguaya soportó varios asedios durante su historia. En 1811, al inicio de la Revolución Oriental, la guarnición patriota comandada por el riograndense Francisco Bicudo, que defendía esa plaza del ataque de las tropas portuguesas que invadieron la Banda Oriental, resistió el sitio hasta que fue tomada por asalto y sus defensores ejecutados (solo se salvaron siete de ellos).
En diciembre de 1846, durante la Guerra Grande, fue sitiada por Fructuoso Rivera. Los defensores, al mando del español Felipe Argentó, se rindieron tras violentos combates y la villa fue tomada y saqueada. Tras la victoria de Ignacio Oribe sobre Fructuoso Rivera en la Sierra de las Ánimas (enero de 1847) la villa fue recuperada por las tropas del Gobierno del Cerrito.

## El sitio de Paysandú

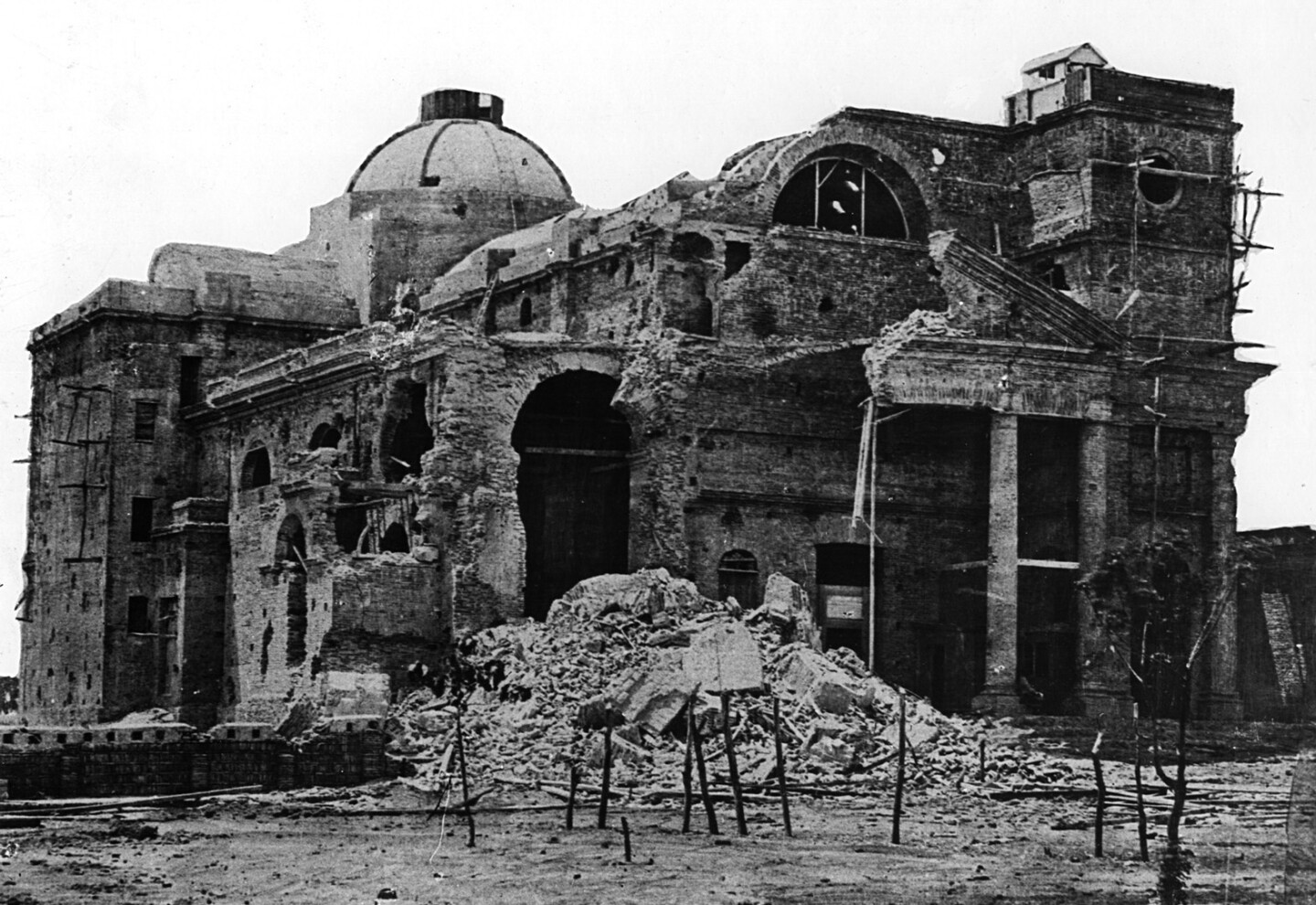
Basílica de Paysandú devastada por bombardeos brasileños.

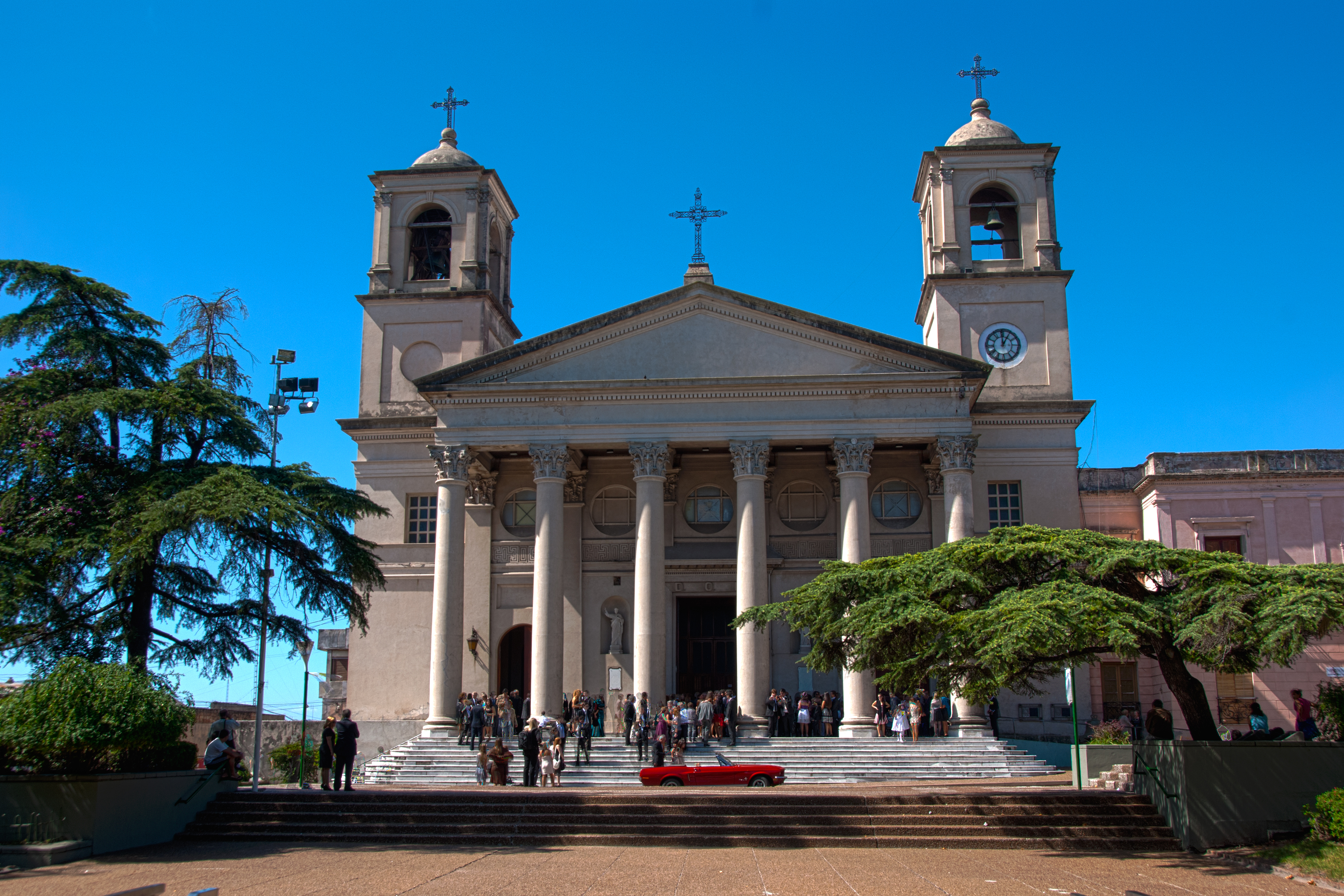
La basílica de Paysandú en abril de 2011.

Hechos más drásticos se produjeron en 1863 tras el inicio de la revuelta del caudillo colorado Venancio Flores, que él bautizó «Cruzada libertadora». Durante unos pocos días, en enero de 1864, las tropas de Flores sitiaron la villa defendida por Lucas Píriz, pero abandonaron el lugar por la proximidad de las fuerzas del ejército del gobierno que encabezaba el presidente Bernardo Prudencio Berro. 
El 2 de diciembre de 1864, las fuerzas sublevadas ―que cometieron traición a la Patria al contar con el respaldo de una escuadra fluvial del Imperio de Brasil, al mando del marqués de Tamandaré (corbetas a vapor Recife, Belmonte y Parnahyba y las cañoneras Ivahý y Araguary), pusieron nuevo cerco a Paysandú.
Bloqueada por vía fluvial y atacada por un ejército que inicialmente sumaba 5.500 hombres (4.000 de Flores y 1.500 del brasileño Antônio de Sousa Neto) y que el 27 de diciembre ascendió a 15 000 (con la incorporación de fuerzas del general brasileño José Luis Mena Barreto), la defensa opuso 1.086 combatientes a las órdenes de los coroneles Leandro Gómez y Lucas Píriz. Entre los defensores de Paysandú figuraban varios argentinos federalistas. Entre ellos se incluye Rafael Hernández (hermano del célebre José Hernández, autor del Martín Fierro), quien esperaba al otro lado del río Uruguay la oportunidad para unirse a los defensores.
Venancio Flores envió un ultimátum a Leandro Gómez exigiendo la inmediata rendición, y este devolvió la carta con una frase agregada, encima de su firma: «Cuando sucumba».
La defensa de la plaza, que no contaba con murallas, duró exactamente un mes: desde el 2 de diciembre de 1864 hasta el 2 de enero de 1865. Leandro Gómez y Lucas Píriz se hicieron fuertes en el centro de la villa en torno a un perímetro de seis manzanas por dos, sosteniéndose de forma poco menos que increíble ante la disparidad de fuerzas, mientras esperaban refuerzos que descomprimieran la situación y forzaran a Flores a levantar el sitio.
Los auxilios que se esperaban nunca llegaron. El caudillo argentino ―el sanluiseño Juan Saá (Lanza Seca) fue detenido por el caudillo colorado de Soriano, Máximo Pérez, en el Río Negro (Uruguay), y el caudillo entrerriano Justo José de Urquiza se mantuvo neutral, pese a que uno de sus hijos participó en la defensa.
El 8 de diciembre se convino una tregua que permitió evacuar a una parte de las familias y algunos extranjeros, que pasaron a una isla del río Uruguay bajo jurisdicción argentina, la Isla de la Caridad, así llamada desde entonces.
A pesar de la violencia del bombardeo desde el río y tierra, Paysandú, casi destruida, resistió y la bandera uruguaya aún flameaba en lo alto de la torre de la iglesia. La situación despertó una oleada de entusiasmo nacionalista en toda el área, si bien el cerco de los sitiadores impidió toda llegada de ayuda.
El gobierno de Atanasio Cruz Aguirre, que sucedió a Bernardo Berro, quemó públicamente en Montevideo las copias de los tratados firmados con el Brasil en 1851 al finalizar la Guerra Grande, como forma de protesta ante el hecho (diciembre de 1864).

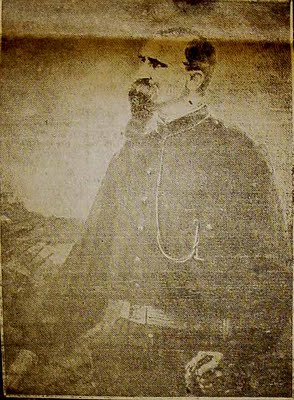
General Leandro Gómez, héroe del sitio de Paysandú.

Los sitiadores prepararon el asalto final para la madrugada del 31 de diciembre, cuando un nuevo infierno artillero se abatió sobre la villa. Los defensores, padeciendo toda suerte de privaciones, resistieron hasta la mañana del 2 de enero de 1865. Entonces Leandro Gómez que, junto a Lucas Píriz, muerto en acción el 31, había sido ascendido a General por el Gobierno de Aguirre, pidió una tregua para enterrar a los muertos a través del oficial colorado Atanasildo Saldaña, que era su prisionero. Este cumplió el encargo y regresó con una negativa. En medio de esas gestiones los brasileños entraron al recinto fortificado abrazándose con los defensores y gritando que se había convenido la paz, lo que no era cierto. Leandro Gómez y su Estado Mayor se vieron de pronto rodeados y tomados prisioneros.

## Fusilamiento
Según las versiones de varios analistas del hecho, Leandro Gómez pidió ser conducido como prisionero no ante los jefes brasileños, sino ante los orientales. Este hecho sería el que decidiría su suerte. Reclamado como prisionero por el comandante Francisco Belén, Leandro Gómez fue avistado por el general José Gregorio Suárez, fanático partidario de la divisa colorada, que ordenó su fusilamiento sin juicio previo.
Junto a Leandro Gómez también fueron pasados por las armas Juan María Braga, Eduviges Acuña y Federico Fernández. Como era de estilo en las guerras civiles en el Uruguay, Suárez mandó quintar a los prisioneros, unos 600 en total (elegir uno de cada cinco para ejecutar, al estilo del procedimiento romano de diezmar a las legiones rebeldes) y ya había comenzado los fusilamientos de otros oficiales cuando la intervención del coronel José Murature, comandante de los buques porteños apostados frente a la villa (el 25 de Mayo y el Guardia Nacional), impidió que el hecho pasase a mayores, invocando una orden de Flores y Tamandaré en contrario.
La ejecución de los oficiales rendidos, en cambio, no era en absoluto moneda corriente en las guerras civiles. Sin embargo, con el antecedente del fusilamiento de 152 oficiales (cifra discutida) y soldados implicados en la revolución de 1858 contra el gobierno de Gabriel Antonio Pereira, hecho conocido como la Masacre de Quinteros (febrero de 1858), y que la Cruzada Libertadora de Venancio Flores tomó como bandera para el Partido Colorado, los fusilamientos de Paysandú se consideran como la venganza de aquel hecho.
Cabe señalar que meses antes, el 4 de agosto de 1864, los defensores de la villa (hoy ciudad) de Florida, capital del departamento homónimo, también habían sido fusilados por orden de Venancio Flores, tras la toma de la plaza por parte de este.

## Paysandú y la Triple Alianza
La «Cruzada Libertadora» de Flores, constituye un antecedente inmediato de la Triple Alianza contra Paraguay.
Una alianza entre el gobierno de Montevideo y el de Asunción, que le suministrara a Paraguay una salida al mar a través del Río Uruguay, hubiera complicado los planes expansionistas de Brasil.
Por eso, la instalación en Montevideo de un gobierno favorable al Imperio era una condición casi imprescindible para consumar la guerra.

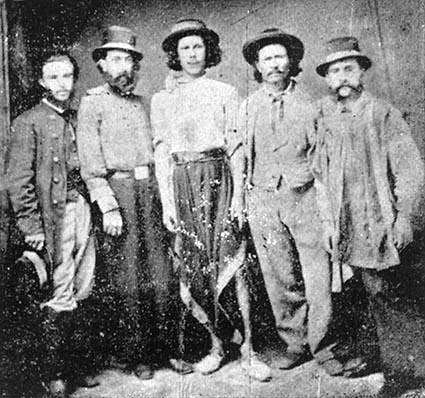
Capitanes de la defensa de Paysandú (circa enero de 1865 en Concepción del Uruguay): Luis López Jáuregui, Cornelio Cantera, Ildefonso Fernández García, Juan Arispe y Atanasio Ribero.

## Leyenda
En 1886, y en circunstancias en que el presidente de la época, Máximo Santos, buscaba promocionarse como una figura política potable para ambas divisas, mandó rendir honores militares a las víctimas de la Masacre de Quinteros y también a Leandro Gómez, como forma de respeto hacia los hechos y personajes que ya eran paradigmáticos de ambos partidos políticos, el Colorado y el Nacional, por más que ni los «Mártires de Quinteros» representaban a todo el Partido Colorado ni Leandro Gómez había actuado a nombre de su partido sino de un gobierno fusionista que había prohibido el uso de las divisas.
La historiografía oficial primero y luego la literatura, la poesía y la música popular narraron una y mil veces el hecho de la Defensa de Paysandú desde entonces, confiriéndole ribetes de leyenda y manteniendo en la memoria histórica del país este hecho de características épicas, al que un final trágico y heroico redondea como uno de los hitos del pasado común a todos los uruguayos, por encima de banderas políticas. Entre las canciones dedicadas al pueblo sanducero (y a todos los orientales) se encuentra la realizada por el payador argentino Gabino Ezeiza titulada precisamente Heroica Paysandú.
Una narración de la Defensa de Paysandú puede hallarse en la obra Episodios Históricos del periodista Rómulo Rossi, publicada en Montevideo en 1923 y en donde se recogen entrevistas a varios protagonistas sobrevivientes de los hechos. La obra más completa sobre los episodios es "La Defensa de Paysandú" de Rafael A. Pons y Demetrio Erausquin, de 1887, que reúne gran cantidad de cartas y documentos.